# جيري ساينفيلد
جيروم ألين ساينفيلد (بالإنجليزية: Jerry Seinfeld) (29 ابريل 1954) - ممثل كوميدي أمريكي يهودي من أب يهودي مجري وأم يهودية سورية كما يصنف أيضاً على أنه كاتب للمواد الكوميدية، ومن أشهر أعماله الإعلامية هو المسلسل الكوميدي الشهير «ساينفيلد» الذي استمر بثه من عام 1989 حتى عام 1998، المسلسل يحتوي على نقد اجتماعي بطابع كوميدي ساخر، كما أنه ينتقد بعض المعتقدات الدينية، وعلى ما يبدو أن البيئة الدينية التي عاش فيها هي السبب في التركيز على نقد بعض المعتقدات اليهودية.

## المهنة

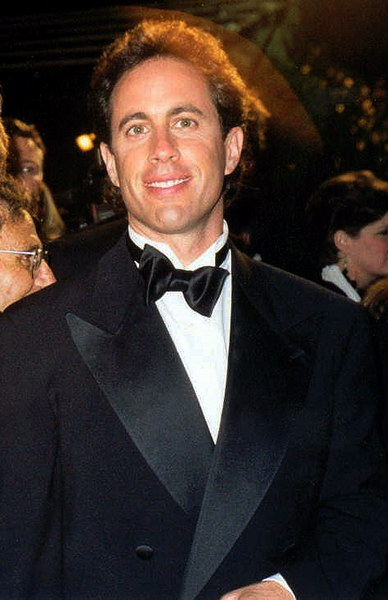
جيري ساينفيلد 1997

### مهنته المبكرة
بدأ اهتمام ساينفيلد بالستاند أب كوميدي بعد تخرجه من الكلية بفترة قصيرة، ظهر في ليالي أوبن مايك في نادي بود فريدمان عندما كان طالبًا في كلية كوينز. جرب بعد التخرج في عام 1976، أن يظهر في برنامج القبض على النجم الصاعد (نادي كوميدي) في نيويورك، ما أدى إلى ظهوره في عرض خاص مع رودني دانجيرفيلد على قناة إتش بي أو. كان له دور متكرر صغير في عام 1980، في السيت كوم من مسلسل بينسون الكوميدي، ولعب دور فرانكي، وهو صبي تسليم البريد الذي كان يمتلك نوعًا من الكوميديا النمطية الذي لا يرغب أحد أن يسمعها. طُرِد ساينفيلد فجأةً من العرض بسبب الاختلافات الإبداعية. قال ساينفيلد إنهم لم يخبروه فعليًا بأنه قد فُصِل إلى أن قدم لحضور جلسة القراءة لإحدى الحلقات واكتشف عدم وجود نص له.
كان لساينفيلد ظهور ناجح في مايو من عام 1981، في برنامج ذا تونايت شو مع جوني كارسون، إذ أثار إعجاب كارسون والجمهور، وهذا ما أدى إلى ظهوره بشكل متكرر في هذا البرنامج وغيره، مثل: العرض المتأخر مع ديفيد ليترمان.

### ساينفيلد
أنشأ ساينفيلد سجلات ساينفيلد مع لاري ديفيد في عام 1988 لصالح قناة هيئة الإذاعة الوطنية (إن بي سي). تغيّر اسم العرض في وقت لاحق إلى ساينفيلد لتجنب الخلط مع المسلسل الكوميدي للمراهقين الذي لم يستمر طويلًا سجلات مارشال. وبحلول الموسم الرابع، أصبح المسلسل الكوميدي الأكثر مشاهدةً على التلفزيون الأمريكي. بُثّت الحلقة الأخيرة في عام 1998.
ظهرت جوليا لويس دريفوس بالإضافة إلى الممثلين المتمرسين مايكل ريتشاردز وجيسون ألكسندر في «ساترداي نايت لايف» إلى جانب مسلسل ساينفيلد. لعب ألكسندر دور جورج، وهو شخصية لاري ديفيد. جيري ساينفيلد هو الممثل الوحيد الذي ظهر في كل حلقة من حلقات العرض.
قال ساينفيلد أن مسلسله كان متأثرًا بمسلسل كوميدي عُرِض في عام 1950 بعنوان عرض أبوت وكوستيلو. يظهر تعليق في الموسم السادس من مسلسل ساينفيلد ضمن حلقة «لاعبة الجمباز»، إذ استشهد ساينفيلد بجان شبرد باعتباره مؤثرًا فيه، قائلًا: «لقد شكل بالفعل إحساسي الكوميدي بأكمله، إذ لقد تعلمت كيفية القيام بالكوميديا من جان شبرد». سجل طاقم ساينفيلد من عام 2004 إلى عام 2007، تعليقات صوتية لحلقات العرض التي أُصدِرت على صيغة أقراص دي في دي.

### ما بعد ساينفيلد
عاد ساينفيلد بعد أن أنهى مسلسله الكوميدي، إلى الستاند أب كوميدي في مدينة نيويورك بدلًا من البقاء في لوس أنجلوس ومواصلة مسيرته في التمثيل. ذهب في جولة خاصة عام 1998 بعنوان أنا أقول لك لآخر مرة. أُرّخت عملية تطوير مواد جديدة وتنفيذها في الأندية حول العالم في فيلم وثائقي عام 2002 بعنوان «كوميدي»، تضمن أيضًا زميله أورني آدمز وكان من إخراج كريستيان تشارلز.

## روابط خارجية
- جيري ساينفيلد على موقع IMDb (الإنجليزية)
- جيري ساينفيلد على موقع ميتاكريتيك (الإنجليزية)
- جيري ساينفيلد على موقع الموسوعة البريطانية (الإنجليزية)
- جيري ساينفيلد على موقع روتن توميتوز (الإنجليزية)
- جيري ساينفيلد على موقع ألو سيني (الفرنسية)
- جيري ساينفيلد على موقع ميوزك برينز (الإنجليزية)
- جيري ساينفيلد على موقع تيرنر كلاسيك موفيز (الإنجليزية)
- جيري ساينفيلد على موقع أول موفي (الإنجليزية)
- جيري ساينفيلد على موقع قاعدة بيانات برودواي على الإنترنت (الإنجليزية)
- جيري ساينفيلد على موقع قاعدة بيانات الأفلام السويدية (السويدية)